# Johan Christian Gebauer
Johan Christian Gebauer, född den 6 augusti 1808 i Köpenhamn, död där den 24 januari 1884, var en dansk musiker. Han var son till Christian David Gebauer.
Gebauer, som var elev till Friedrich Kuhlau och Christoph Ernst Friedrich Weyse, blev 1846 organist vid Sankt Petri Kirke och 1859 vid Helligaandskirken. Han var dessutom 1866–83 lärare i harmoni vid Det Kongelige Danske Musikkonservatorium och fick 1876 professors titel.
Gebauer komponerade flera häften sånger för barn (Børnesange, 1844 ff.), skolsånger, romanser, andliga sånger (bland annat en melodi till Hans Adolph Brorsons psalm "Den store, hvide flok"), pianostycken med mera, utgav vidare en pianoskola och smärre musikteoretiska läroböcker samt översatte Ernst Richters harmonilära och Johann Christian Lobes "Musikkens Katekismus". Gebauers sånger utgavs samlade 1870.